# Casa Garraux
A Casa Garraux foi uma notória livraria do século XIX fundada por Anatole Louis Garraux juntamente com seus sócios Guelfe de Lailhacar e Raphael Suarèz. O edifício localiza-se à Rua Quinze de Novembro 250 / 256 (antiga Rua do Rosário). Funcionou durante as décadas de 1860 e 1930.

## História
Anatole Louis Garraux nasceu em Paris, imigrou ao Brasil em 1850 com 17 anos e começou a trabalhar na Livraria Garnier, no Rio de Janeiro. Em 1858 muda-se para São Paulo, onde abre seu próprio estabelecimento, a Livraria Acadêmica, em sociedade com Guelfe de Lailhacar e Raphael Suarèz. Esta livraria que futuramente seria conhecida como Casa Garraux,  localizava-se inicialmente no Largo da Sé, próximo a Rua da Imperatriz. Em 1872, foi inaugurada a nova sede da Livraria Académica de A. L. Garraux à rua do Rosário (atual Quinze de Novembro) em um elegante prédio com fachadas de mármore.
Após 1876, a livraria é transferida para outros proprietários, Henri Michel, seu cunhado e depois a Willy Fischer, ou William Fernand Gustave Fischer, seu genro, casado com a filha do meio, Henriette Aspasie Julie Garraux, mantendo a livraria ainda entre a família.
Em meados de 1890, Anatole retornou à França, vindo a falecer em 1904 em Paris.
A livraria finalizou suas atividades por ocasião da Revolução de 1930.

## Contexto Histórico
A cidade de São Paulo passava por um grande processo de modernização e urbanização com a expansão da cafeicultura e encontrava-se nesta época envolta por instalações de setores econômicos modernos, como bancos, comércio de importação e exportação, empresas de serviços públicos, transportes marítimos, entre outros. Emergia assim uma aristocracia cada vez mais alinhada aos padrões de vida urbanos, sedenta por atividades culturais e novidades européias. É neste contexto que se explica a necessidade de um comércio livreiro na capital.
A forte repercussão dos ideais da revolução francesa, do iluminismo e autores franceses era notada no domínio dos livros oriundos da França no mercado latino-americano assim como era um símbolo do homem culto da época. Como reflexo deste gosto burguês, a presença dos franceses no comércio de livros é representado não somente por Garraux, em São Paulo, mas como também por Garnier, no Rio de Janeiro.

## Produtos

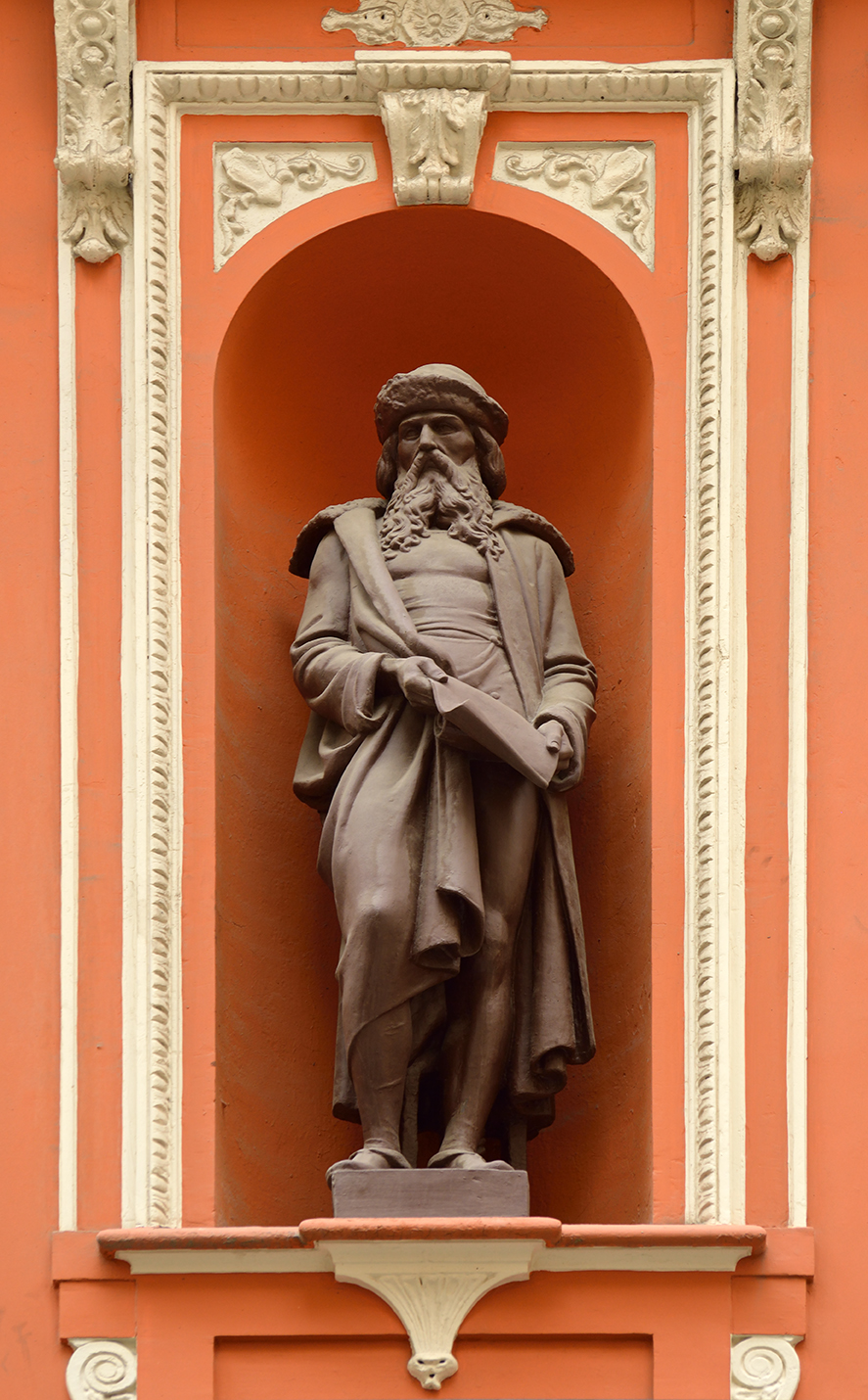
Escultura na Fachada da Antiga Casa Garraux

A livraria comercializava artigos finos importados direcionada à alta sociedade paulistana e intelectuais. Entre estes artigos finos estavam papéis para cartas, penas, lápis e outros objetos de escritório, além de exemplares avulsos da Illustration e do Monde Illustré. Foi também a Casa Garraux que apresentou o 'envelope'  à sociedade paulistana, antes disso, as cartas eram escritas em folhas duplas e a segunda folha era utilizada cobrir a correspondência.
Além de livros e artigos de papelaria, também comercializava uma gama ampla de outros artigos de luxo franceses como bengalas, binóculos, bolsas, caixas para jóias, para costura, espelhos, quadros, jarras de cristal, de porcelana e jardineiras. Também oferecia uma infinidade de ornamentos como globos celestes, terrestres, mapas geográficos, tinteiros, penas de ouro e de madrepérola, entre outros.

## Edifício
Em 1880, o edifício possuía apenas dois andares e o terceiro foi adicionado em 1896, pela prancheta de Giulio Micheli. Em sua fachada ricamente ornamentada, encontram-se duas esculturas em ferro fundido, dos alemães Johannes Fust e Johannes Gutenberg, personagens do século XV ligados à invenção da imprensa. Estas esculturas vieram da Fundição Val d´Osne de Paris, registradas sob os números 325 e 323, prancha 596 da lista de catálogo de 1892.
Em fotografia antiga de Guilherme Gaensly, o prédio tinha em seu coroamento um grande grupo escultórico da Vitória Alada sobre o globo, com os braços abertos e uma coroa de louros em cada mão, provavelmente procedente do Val d´Osne.